# Kiosken
Kiosken är en svensk humorserie av Jesper Ei Karlsson och Daniel Boyacioglu som hade premiär på SVT Play och SVT1 den 13 juni 2025. Serien, som består av sex avsnitt, producerades av produktionsbolaget Slutet är nära.

## Handling
Serien handlar om de två kollegorna Sam och Daniel och deras kiosk. De gör sitt bästa för att navigera livet i kioskbranschen, medan en aldrig sinande ström av kunder vill köpa hushållspapper, be om livsråd och returnera paket.

## Medverkande (i urval)
- Yousif Jawad – Sam
- Daniel Boyacioglu – Daniel
- Marika Lagercrantz – Pamela
- Anders ”Ankan” Johansson – matbudet
- Mattias Königsson – Mattias
- Patrik Arve – Jack
- Maria Lundqvist – Kerstin
- Victoria Dyrstad – Paket-Emmah
- Alladin Khadraoui – Bob
- Batseba Melake – Sandy
- Sounya Haddad – Amira
- Emilio Araya – Antonio
- Anna Magnusson – jobbcoachen
- Mira Eklund – kattkvinnan
- Charlott Strandberg – Eva
- Fanny Klefelt – Ester
- Little Jinder – handsfree-tjej